# 传播途径
在医学、公共卫生、生物学、传染病学中，传播途径是指病原体从原宿主排出体外，经过一定的传播方式，到达并入侵新感染者的过程。
这词特指微生物从一个个体传播到另一个个体并可以通过以下一个或多个途径:
- 飞沫传播：接触带有病原体的分泌物（咳嗽或喷嚏）
- 接觸传播：接触受感染的个人（包括性接触）
- 间接传播：接触受污染的物品
- 空气传播：接触在空气中生存的微生物
- 粪-口传播：接触受污染的食物或水源
- 载体传播： 接触带有病原体的载体
- 母婴传播： 由母亲传染给孩子

## 途径

### 空气传播
空气传播是病原体指通过空气来传播。有一些微生物可以长时间在空气中悬浮及生存。它们通常引起上或下呼吸道感染病。一般通过空气传播的疾病包括细菌性脑膜炎、水痘、普通感冒、流感、腮腺炎、链球菌性咽炎、肺结核、麻疹、风疹、百日咳、非典型肺炎和麻风病。

### 飞沫传播
飞沫传播是指通过飞沫而传播的病原体。飞沫通常是通过咳嗽、打喷嚏或说话而产生。新感染者需要接触带有病原体的飞沫并且触摸自己身体上的黏膜， 如眼睛、鼻子和嘴巴。传播也可以是间接的，患者可以通过接触受污染物品来传播。飞沫通常比较大并不能够在空气中悬浮，因此它们传播的距离比较短。
这些带有病原体的飞沫叫做Flügge droplets (以 Carl Flügge 命名)，直径大约是0.005 - 2毫米。飞沫也会通过蒸发而变小(直径小于5微米)变成飞沫核，飞沫核是小的干燥颗粒，可以长时间在空气中悬浮。
通过飞沫传播的病包括一些呼吸道病毒（如流感病毒、副流感病毒、腺病毒、呼吸道合胞病毒、人类偏肺病毒），百日咳杆菌、肺炎双球菌、白喉。

### 粪-口传播
粪-口传播的病原体主要是发现在原宿主的粪便中，而病原体通常是经过口腔进入新的感染者。缺乏足够的卫生设施和不良的卫生习惯是粪-口传播疾病蔓延的主要成因。
不良的卫生习惯洁容易让粪-口传播的疾病传播，特别是在没有充分洗手的情况下准备食物或照顾病人。
在发展中国家城市里的贫民窟，粪-口传播途径的病原体是一个挺大的卫生风险。未经处理的排泄物或污水很容易污染饮用水源。当人喝了被污染的水就可能被感染。公众排便也是导致粪-口途径传播的病原体扩散的一个原因。
在已开发国家也可以发现生粪-口途径传播的病原体。特别是当系统故障从而导致地下污水道溢出。典型通过粪-口途径传播的传染性病有:霍乱、甲型肝炎、脊髓灰质炎、轮状病毒、沙门氏菌和寄生虫(如:蛔虫)。

### 性接触
这是指任何通过性活动（包括性交、肛交或口交）而传染的疾病。性交传播可以透过直接接触或透过分泌物(例如：精液)。受病原体污染的分泌物可以通过通过阴茎，阴道或直肠进入伴侣的血液。
通过性接触传播的疾病包括艾滋病毒/艾滋病、衣原体门、尖锐湿疣、淋病、乙型肝炎、梅毒、疱疹、及滴虫病。

### 口腔接触
传播方式主要是通过口腔的直接接触，如接吻、或通过共享餐具或香烟。通过口腔接触而传播的病原体有：疱疹病毒和传染性单核白血球增多症。

### 其他接触传播
有些疾病也可以通过直接或间接接触而传播，例如共享一条毛巾或服装(例如：袜子)。这些疾病通常在学校爆发。
这些疾病包括足癣，脓疱病、梅毒(在极少数情况下)，疣，结膜炎。

### 母婴传播
母婴传播的疾病通常是在胚胎内的婴孩通过产道感染，产后母親与子女之间身体接触，或通过母乳而感染的。可以通过这种方式传播的传染病包括：艾滋病毒、乙型肝炎和梅毒。不少共生菌也是透过母婴传播的。

### 医源传播
医源传播主要是透过医疗过程而接触病原体，例如触碰受污染的医疗器材、不安全的注射或移植受感染的器官。一些比较常见的医源传播疾病包括：
克雅二氏症（注射受污染的人类生长激素）和耐甲氧西林金黄色葡萄球菌。

### 载体传播
载体是指病原体的携带者和传播者。载体不会因接触或感染到病原体而自身发病,但载体可以帮助传递病原体从原宿主传播到另一个感染者。
载体主要有两种途径传播疾病。 病原体可以依附在载体的表面上，这种传播通常是被动的。 例子：病原体依附在家蝇身体的表面上。 反之，病原体也可进入载体并透过载体和被感染者的接触而传播，例子：蚊叮。 通过这种方式而传播的病往往比较严重，例如 疟疾、 病毒性脑炎， 查加斯病， 莱姆病 和 非洲人类锥虫病。 载体通常是节肢动物，例如 蚊子， 蜱， 跳蚤 和 虱子。而且病原体往往在载体里有自己的生命周期。